# 신디 하이드스미스
신디 하이드스미스(영어: Cindy Hyde-Smith, 1959년 5월 10일 ~ )는 미국의 정치인이자 목장주다. 2018년 새드 코크런 연방 상원의원이 건강 문제로 자리에서 물러나자 후임으로 임명됐다. 같은 해 치러진 보궐 선거에서 마이크 에스피 전 농업장관을 꺾고 자리를 지켜냈다.

## 역대 선거 결과
| 선거명        | 직책명                     | 대수  | 정당   | 1차 득표율 | 1차 득표수 | 2차 득표율 | 2차 득표수 | 결과 | 당락                          |
| ------------- | -------------------------- | ----- | ------ | ---------- | ---------- | ---------- | ---------- | ---- | ----------------------------- |
| 1999년 선거   | 상원의원 (미시시피 제39부) | 72대  | 민주당 | 75.36%     | 14,361표   |            |            | 1위  | 미시시피 주의원 당선          |
| 2003년 선거   | 상원의원 (미시시피 제39부) | 73대  | 민주당 | 100.00%    | 18,091표   |            |            | 1위  | 미시시피 주의원 당선          |
| 2007년 선거   | 상원의원 (미시시피 제39부) | 74대  | 민주당 | 79.45%     | 12,844표   |            |            | 1위  | 미시시피 주의원 당선          |
| 2011년 선거   | 미시시피 농업·상무장관     | 7대   | 공화당 | 56.89%     | 492,271표  |            |            | 1위  | 미시시피주 농업·상무장관 당선 |
| 2015년 선거   | 미시시피 농업·상무장관     | 7대   | 공화당 | 61.47%     | 433,295표  |            |            | 1위  | 미시시피주 농업·상무장관 당선 |
| 2018년 재선거 | 상원의원 (미시시피 제2부)  | 116대 | 공화당 | 41.25%     | 389,995표  | 53.63%     | 486,769표  | 1위  | 미시시피주 상원의원 당선      |
| 2020년 선거   | 상원의원 (미시시피 제2부)  | 117대 | 공화당 | 54.10%     | 709,539표  |            |            | 1위  | 미시시피주 상원의원 당선      |